# Horváth Miklós (állatorvos)
Horváth Miklós (Ebergőc, 1925. március 11. – Mosonmagyaróvár, 2017. március 5.) állatorvos, kandidátus, nyugalmazott főiskolai tanár.

## Élete
Édesanyja Németh Gizella, édesapja Horváth Alajos, mindketten földművesek voltak. A család 6 hold termőföldön gazdálkodott, és a szülők 4 gyermeket neveltek.
Horváth Miklós 6 elemit a szülőfalujában végzett, majd 1944-ben kitüntetéssel érettségizett a soproni Szent Benedek Rendi Gimnáziumban. 1946–1950 között Budapesten az Agrártudományi Egyetem Állatorvos-tudományi Karának volt hallgatója, majd 1951-ben jeles oklevelet szerezve az állatorvos-tudományok doktorává avatták.
Első munkahelye a Budapesti Mesterséges Termékenyítő Állomás volt, ahol dr. Cseh Sándorral, dr. Szepeshelyi Andorral és dr. Stirling Györggyel együtt a szarvasmarhák és a juhok mesterséges termékenyítési módszerének a kidolgozásával, a nagyüzemben tartott tehenek meddőségével és inszeminátorképzéssel foglalkozott.
1952-ben a Mosonmagyaróvári Mesterséges Termékenyítő Állomás igazgatójává nevezték ki. Másodállásban az Agrártudományi Egyetem Tangazdaságában az állategészségügyi teendőket is ellátta. Kísérleti jelleggel vizsgálta a nagy termelésű tehenek meddőségét, a tartási módok és a szaporodás összefüggéseit. Az utóbbi témából, elsőként Magyarországon, gyakorló állatorvosként kandidátusi tudományos fokozatot szerzett 1970-ben.
1971–73 között a Bábolnai Mezőgazdasági Kombinátban dolgozott állatorvosként.
1973-ban meghívást kapott a Kaposvári Mezőgazdasági Főiskolára. Először tanszékvezető főiskolai tanárként állategészségtant és szaporodásbiológiát oktatott, valamint ellátta a kísérleti állatokkal kapcsolatos állategészségügyi teendőket. Az intézetesítés bevezetését követően az Élettani- és Takarmánygazdálkodási Intézet igazgatója lett. Az MTA Pécsi Akadémiai Bizottságában az Agrártudományi Szakbizottságnak több évig volt az elnöke.
Tíz szakkönyv társszerzője, többek között a Szarvasmarha-tenyésztők kézikönyvének (1979) és a Juhtenyésztők kézikönyvének (1982), számos főiskolai jegyzete és tudományos közleménye jelent meg. Munkáját több kitüntetéssel ismerték el.
1986. január 1-től kérte nyugdíjazását, de ezt követően még 10 évig besegített az oktatásba, vizsgáztatásban.